# Parafia św. Elżbiety Portugalskiej w Pławiu
Parafia Świętej Elżbiety Portugalskiej – parafia rzymskokatolicka w Pławiu, położona w dekanacie Krosno Odrzańskie, diecezji zielonogórsko-gorzowskiej, metropolii szczecińsko-kamieńskiej w Polsce, erygowana 3 maja 1974. Mieści się, przy ulicy Kościelnej pod numerem 3.